# Roots (Gipsy Kings)
Roots è l'undicesimo album discografico in studio del gruppo musicale francese di origine gitana spagnola Gipsy Kings, pubblicato nel 2004.

## Tracce
1. Aven, Aven – 4:37
2. Legende – 4:12
3. Fandango [Patchai] – 1:29
4. Bolerias – 4:36
5. Rhythmic – 4:10
6. Como Siento Yo – 3:21
7. Amigo – 3:45
8. Tarantas – 2:58
9. Fandango [Nicolas] – 2:40
10. Boogie – 3:23
11. Nuages – 3:08
12. Como Ayer – 3:24
13. Soledad – 5:57
14. Tampa – 3:07
15. Hermanos – 3:05
16. Petite Noya (Live) – 3:40

## Formazione
- Nicolas Reyes - voce, chitarra, battito delle mani
- Canut Reyes - voce, chitarra
- Andre Reyes - voce, chitarra, cori
- Tonino Baliardo - chitarra, battito delle mani
- Paco Baliardo - chitarra, battito delle mani
- Diego Baliardo - battito delle mani

### Altri musicisti
- Greg Cohen - contrabasso
- Mikail Baliardo - cajon
- Bachir Mokari - darbuka
- Garth Hudson - fisarmonica
- Yacouba Sissoko - kora
- Cyro Baptista - percussioni, shaker, washboard

## Classifiche
| Paese            | Posizione più alta |
| ---------------- | ------------------ |
| Belgio (Fiandre) | 83                 |
| Paesi Bassi      | 42                 |
| Stati Uniti      | 166                |